# Myrabolia parva
Myrabolia parva is een keversoort uit de familie Myraboliidae. De wetenschappelijke naam van de soort is voor het eerst geldig gepubliceerd in 1892 door Blackburn.